# Ізола-ді-Капо-Риццуто
Ізола-ді-Капо-Риццуто (італ. Isola di Capo Rizzuto, сиц. Ìsula Capu Rizzutu) — муніципалітет в Італії, у регіоні Калабрія,  провінція Кротоне.
Ізола-ді-Капо-Риццуто розташована на відстані близько 510 км на південний схід від Рима, 45 км на схід від Катандзаро, 14 км на південь від Кротоне.
Населення — 17 552 особи (2014).
Покровитель — Madonna Greca.

## Клімат
Місто знаходиться у зоні, котра характеризується середземноморським кліматом. Найтепліший місяць — серпень із середньою температурою 25 °C (77 °F). Найхолодніший місяць — січень, із середньою температурою 8.9 °С (48 °F).
| Клімат Ізоли-ді-Капо-Риццуто | Клімат Ізоли-ді-Капо-Риццуто | Клімат Ізоли-ді-Капо-Риццуто | Клімат Ізоли-ді-Капо-Риццуто | Клімат Ізоли-ді-Капо-Риццуто | Клімат Ізоли-ді-Капо-Риццуто | Клімат Ізоли-ді-Капо-Риццуто | Клімат Ізоли-ді-Капо-Риццуто | Клімат Ізоли-ді-Капо-Риццуто | Клімат Ізоли-ді-Капо-Риццуто | Клімат Ізоли-ді-Капо-Риццуто | Клімат Ізоли-ді-Капо-Риццуто | Клімат Ізоли-ді-Капо-Риццуто | Клімат Ізоли-ді-Капо-Риццуто |
| Показник                     | Січ.                         | Лют.                         | Бер.                         | Квіт.                        | Трав.                        | Черв.                        | Лип.                         | Серп.                        | Вер.                         | Жовт.                        | Лист.                        | Груд.                        | Рік                          |
| Середній максимум, °C        | 12                           | 13                           | 14                           | 17                           | 22                           | 27                           | 30                           | 30                           | 26                           | 21                           | 17                           | 13                           | 20                           |
| Середня температура, °C      | 9                            | 9                            | 10                           | 13                           | 17                           | 21                           | 24                           | 25                           | 21                           | 17                           | 13                           | 10                           | 15                           |
| Середній мінімум, °C         | 6                            | 6                            | 7                            | 8                            | 12                           | 16                           | 19                           | 19                           | 17                           | 13                           | 10                           | 7                            | 11                           |
| Норма опадів, мм             | 89                           | 53                           | 74                           | 38                           | 25                           | 9                            | 10                           | 17                           | 44                           | 114                          | 102                          | 97                           | 672                          |
| ---------------------------- | ---------------------------- | ---------------------------- | ---------------------------- | ---------------------------- | ---------------------------- | ---------------------------- | ---------------------------- | ---------------------------- | ---------------------------- | ---------------------------- | ---------------------------- | ---------------------------- | ---------------------------- |
| Джерело: Weatherbase         |                              |                              |                              |                              |                              |                              |                              |                              |                              |                              |                              |                              |                              |

## Демографія
Населення за роками:

Станом на 1 січня 2023 року в муніципалітеті офіційно проживало 1966 іноземців з 60 країн, серед них 718 громадян країн Євросоюзу та 96 громадян України.

## Сусідні муніципалітети
- Кротоне
- Кутро